# Argentinische Davis-Cup-Mannschaft
Die argentinische Davis-Cup-Mannschaft ist die Tennisnationalmannschaft des argentinischen Tennisverbands Asociación Argentina de Tenis. Der Davis Cup ist der wichtigste Wettbewerb für Nationalmannschaften im Herrentennis, analog dem Fed Cup bei den Damen.

## Geschichte
Argentinien spielt seit 1923 im Davis Cup und konnte 1981 erstmals das Finale erreichen, das sein Team gegen die US-amerikanische Mannschaft mit 1:3 verlor. Es dauerte 25 Jahre, bis die Mannschaft wieder ein Endspiel erreichte. 2006 verloren sie gegen die russische Mannschaft mit 2:3. Zwei Jahre später zogen sie erneut ins Finale ein, unterlagen auf heimischem Boden allerdings der spanischen Auswahl mit 1:3. 2011 gelang der vierte Finaleinzug, doch Spanien behielt erneut mit 3:1 die Oberhand. 2016 gelang der erste Titelgewinn. Nach Siegen gegen Polen, Italien und Titelverteidiger Großbritannien besiegte die Mannschaft im Endspiel Kroatien mit 3:2.
Erfolgreichster argentinischer Davis-Cup-Spieler ist Guillermo Vilas. Im Zeitraum von 1970 bis 1984 absolvierte er im Einzel und im Doppel insgesamt 64 Partien, von denen er 48 gewann.

## Finalteilnahmen
Die Ergebnisse werden aus argentinischer Sicht angegeben:
| Jahr | Finalort      | Finalgegner        | Ergebnis |
| ---- | ------------- | ------------------ | -------- |
| 1981 | Cincinnati    | Vereinigte Staaten | 1:3      |
| 2006 | Moskau        | Russland           | 2:3      |
| 2008 | Mar del Plata | Spanien            | 1:3      |
| 2011 | Sevilla       | Spanien            | 1:3      |
| 2016 | Zagreb        | Kroatien           | 3:2      |